# Dépression de Minoussinsk
La dépression de Minoussinsk ou de Khakas-Minoussinsk (en russe : Минусинская (Хакасско-Минусинская) котловина, Minusinskaya (Chakassko-Minusinskaya) kotlovina) est une dépression située au sein des montagnes de Khakassie et du kraï de Krasnoïarsk, en Sibérie méridionale (Russie). L'altitude varie entre 200 et 700 m, formant une plaine avec quelques rares petites collines et entrecoupée de vallées,
 où coulent l'Ienisseï et ses affluents majeurs (Abakan, Oïa et Touba). Les principales villes de la dépression sont Minoussinsk et Abakan.
La dépression de Minoussinsk compte un grand nombre de lacs, dont certains sont salés. C'est également une importante zone agricole, qui possède entre autres des dépôts de charbon.

## Géographie

### Description

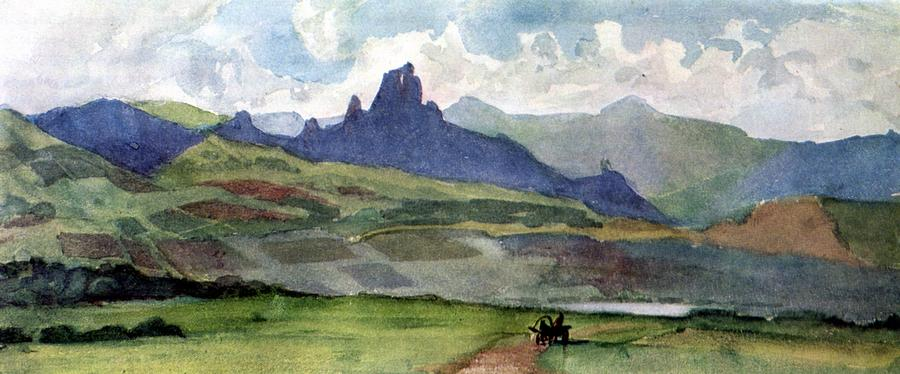
Steppe près de Minoussinsk, aquarelle de Vassili Sourikov.

La dépression de Minoussinsk est bordée à l'ouest par la chaîne d'Abakan et l'Alataou de Kouznetsk, à l'est par les monts Saïan occidentaux et au sud par les monts monts Saïan orientaux. Les montagnes environnantes sont recouvertes d'une forêt dense, mais la dépression elle-même est une steppe herbeuse,. Le climat est continental, avec une température annuelle moyenne de 0 °C. Au nord-ouest, le corridor « Tom-Tchoulym » relie la dépression aux territoires de l'Altaï et du Kazakhstan.
Elle constitue aujourd'hui la majeure partie de la république de Khakassie, ainsi que le sud kraï de Krasnoïarsk.

### Géologie

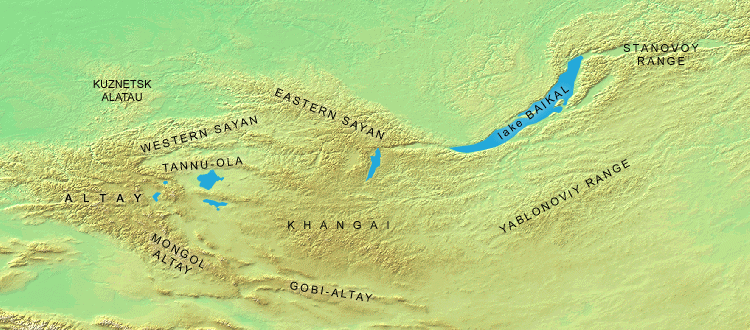
Localisation des principaux massifs montagneux de la région. La dépression de Minoussinsk se trouve entre l'Alataou de Kouznetsk et les monts Saïan occidentaux et orientaux.

Les structures flanquant le sud et le sud-est de la plateforme sibérienne datent de la fin du Précambrien ou du Paléozoïque : on y retrouve, outre la dépression de Minoussinsk, les monts Altaï et Saïan, l'Alataou de Kouznetsk, le massif de Tannou-Ola et la chaîne de Salaïr. Les plissements les plus anciens sont ceux ayant formé les Saïan orientaux, le massif de Tannou et l'Alataou de Kouznetsk.

## Histoire
La dépression de Minoussinsk est l'un des principaux centres de civilisation en Sibérie. Ce grand territoire relativement isolé, seuls quelques cols difficiles à franchir permettant d'y accéder, est riche en cuivre et autres minerai. La dépression de Minoussinsk est un important centre pour la diffusion de la métallurgie en Chine à la fin de l'Âge du bronze, puis pour le développement de la mobilité équestre en Asie centrale pendant l'âge du fer, qui deviendra un mode de vie pour la steppe eurasienne pendant le millénaire suivant.